# Падма вибхушан
Падма вибхушан (хинди पद्म विभूषण, англ. Padma Vibhushan) — вторая из высших гражданских государственных наград Индии. Вручается как знак признания исключительного и выдающегося служения нации в любой области, включая правительственную службу.

## История
Учреждена 2 января 1954 года декретом президента Индии. В 1977—1980 и 1992—1998 годах награда не вручалась.

## Кавалеры Падма вибхушан
- Категория:Кавалеры Падма Вибхушан